# Chronologie křížových výprav po roce 1400
Chronologie křížových výprav po roce 1400 poskytuje podrobnou časovou osu křížových výprav. Na Středním východě byli hrozbou křesťanského Západu Mamlúkové, Timuridové a Osmané. Osmané ohrozili také východní Evropu a zanikla tak Byzantská říše. Koncem 15. století byla dokončena reconquista.

## Úřadující vládci v roce 1400
Na počátku 15. století byli panovníci, řády a dynastie následující.

### Západní Evropa a Byzantion
- 19. září 1380 – Karel VI. se stává francouzským králem.
- 6. dubna 1385 – Jan I. se stává portugalským králem.
- 31. března 1387 – Zikmund Lucemburský je korunován uherským králem. Později se v roce 1433 stane císařem Svaté říše římské a obsadí tak pozici neobsazenou od roku 1378.
- 2. listopadu 1389 – Bonifác IX. zvolen papežem.
- 9. října 1390 – Jindřich Churavý (Jindřich III.) se stává kastilským a leónským králem.[2]
- 16. února 1391 – Manuel II. Palaiologos se stává byzantským císařem.[3]
- 30. listopadu 1393 – Konrád z Jungingenu je zvolen velmistrem Řádu německých rytířů.
- 19. května 1396 – Martin Soucitný (Martin Aragonský) se stává aragonským králem.[4]
- 1396 – Philibert de Naillac je zvolen velmistrem Maltézského řádu.
- 30. září 1399 – Jindřich IV. Anglický, syn Jana z Gentu, se stává králem po sesazení Richarda II. Anglického.

### Muslimský svět
- 9. dubna 1370 – Tamerlán se stává emírem Tímúrovské říše.
- 16. června 1389 – Bájezíd I. se stává osmanským sultánem po smrti Murada I. v bitvě na Kosově poli.[5]
- 3. října 1392 – Muhammad VII. Granadský se stává sultánem Granadského emirátu.
- 19. března 1398 – Abú Sa'íd Uthmán III. se stává marínovským sultánem Maroka.[5]
- Červen 1399 – An-Násir Faradž se po smrti svého otce Barkuka stává mamlúckým sultánem.[5]

## Události z konce 14. století
- 15. června 1389 – V bitvě na Kosově poli se setkávají armády pod velením Lazara Hrebeljanoviće a Murada I.[6] Obě armády jsou zničeny a jejich velitelé zabiti.[7]
- Červenec 1391 – Osmanská invaze do Anatolie se zastavila v bitvě u Kırkdilimu.[8]
- 26. dubna 1394 – Řád alcántarských rytířů roku 1394 organizuje neúspěšnou křížovou výpravu proti Granadě.[9]
- 17. května 1395 – Bájezídova invaze do Valašska je zastavena v bitvě u Rovine.[10]
- Jaro/léto 1396 – Uhersko organizuje křížovou výpravu do Nikopole, aby zmírnilo tlak na Konstantinopol.[11]
- 25. září 1396 – Osmané porazili spojenecké západní síly v bitvě u Nikopole.[12]

## 15. století

### 1400
- Říjen a listopad – Tímúrovci porazili Mamlúky během vyplenění Aleppa.[13]
- Obléhání Damašku má za následek Tamerlánovo vítězství nad Mamlúky.[14]

### 1402
- 20. července – Timúrovci porazili Mamlúky v bitvě u Ankary.[15]
- 20. července – Bájezíd I. a Olivera Despina jsou zajati v Ankaře, čímž začalo osmanské interregnum.[16]
- Obléhání Konstantinopole končí tím, že si Byzantinci udržují kontrolu nad městem.
- Prosinec – Timúrovci při obléhání Smyrny převezmou od johanitů kontrolu nad městem.

### 1404
- 17. října – Papežem zvolen Inocenc VII.

### 1405
- 14. února – Tamerlán umírá, Šáh Ruch se stává vládcem Tímúrovské říše.[5]
- 24. června – Inocenc VII. vede akci proti heretickému učení husitů.

### 1406
- 30. listopadu – Řehoř XII. zvolen papežem.
- Síly pod velením Jindřicha III. Kastilského porazily Muhammada VII. Granadského v bitvě u Collejares.[17]
- 25. prosince – Jan II. Kastilský se stává králem po smrti svého otce Jindřicha III.

### 1408
- 12. prosince – Zikmund Lucemburský a jeho manželka Barbora Celjská pro boj s Turky založili Dračí řád.[6]

### 1409
- 30. června – Martin I. Sicilský porazil síly Arborey v bitvě u Sanluri.[18]
- 6. srpna – Začíná polsko-litevská válka s Řádem německých rytířů.[1]
- Jan I. Portugalský plánuje invazi do Ceuty, podporovanou Eduardem Výřečným a Jindřichem Mořeplavcem.[19]

### 1410
- 15. června – Osmanský princ a nárokovatel trůnu Süleyman Çelebi poráží svého bratra Musu Çelebiho v bitvě u Kosmidionu.[16]
- 15. července – V bitvě u Grunwaldu spojenci Vladislava II. Jagello a Vytautase porazili Řád německých rytířů pod vedením Ulricha von Jungingena, přičemž většina jejich vedení byla zabita nebo zajata.[20]
- 26. července – Po Grunwaldu se Poláci a Litevci neúspěšně pokoušejí dobýt hlavní město Germánů během obléhání Marienburgu.[21]
- 16. září – Ferdinand I. Aragonský dobyl město v bitvě u Antequery, což bylo první takové vítězství proti muslimům za posledních 50 let.
- Álvaro de Luna se stává klíčovým poradcem Jana II. Kastilského.

### 1411
- 1. února – Je podepsán toruňský mír, který ukončuje polsko-litevskou válku s Řádem německých rytířů.[21]
- 3. září – Mezi Musou Çelebi a Benátkami je uzavřena Selymbriská smlouva.[16]
- Území Gibraltaru se po jeho šestém obléhání dostalo pod kontrolu Granady.[22]

### 1412
- Mehmed Çelebi poražen Musou Çelebim v bitvě u İnceğiz.[16]
- 23. května – Smrt an-Násira Faradže vede k řadě neúspěšných mamlúckých sultánů až do roku 1422.

### 1413
- 20. března – Jindřich V. Anglický se stává králem po smrti svého otce Jindřicha IV.
- 5. července – Mehmed Çelebi poráží Musu Çelebiho v bitvě u Çamurlu.[16]
- 5. července – Mehmed I. se stává osmanským sultánem a ukončuje tak interregnum.[5]

### 1414
- Léto – Hladová válka vedená mezi Polskem a Litvou proti Řádu německých rytířů.[23]
- 16. listopadu – Začal Kostnický koncil, který trval do roku 1418.

### 1415
- 5. června – Kostnický koncil odsuzuje spisy Jana Viklefa a Jana Husa.
- 4. července – Řehoř XII. abdikuje.
- 6. července – Jan Hus je upálen v Kostnici.
- 21. srpna – Jan I. Portugalský dokončuje dobytí Ceuty, čímž začíná série marocko-portugalských konfliktů.[24]

### 1416
- 29. května – Benátský admirál Pietro Loredan zničí osmanskou flotilu v bitvě u Gallipoli.[25]
- 30. května – Husita Jeroným Pražský upálen na hranici jako kacíř.

### 1417
- 11. listopadu – Martin V. zvolen papežem, čímž bylo ukončeno papežské schizma v letech 1378–1417.[26]
- Mircea Starý[10] ztrácí Dobrudžu ve prospěch Osmanů, čímž zabrání Valašsku stát se osmanskou provincií.

### 1418
- Martin V. autorizuje křížovou výpravu do Afriky s cílem bojovat proti obchodu s otroky.[27]

### 1419
- 30. července – Začíná první křížová výprava proti husitům.
- 13. srpna – Marinidský sultán Abú Sa'íd Uthmán III. zahajuje neúspěšné obléhání Ceuty, aby znovu získal město od Portugalců vedených Pedrem de Menezes.[1]
- 14. srpna – Husitská vojska zahájila bitvu pod Vyšehradem proti křižákům vyslaným Zikmundem, která skončila 1. listopadu husitským vítězstvím.[28]
- 6. listopadu – Byla podepsána osmansko-benátská mírová smlouva, která ukončila krátký konflikt, potvrdila Stato da Màr a stanovila pravidla námořního obchodu mezi oběma stranami.[29]

### 1420
- 25. května – Jindřich Mořeplavec je jmenován guvernérem Řádu Kristova.
- 12. června až 14. července – Husitská vojska Jana Žižky porazila v bitvě na Vítkově vojska Svaté říše římské.[28]
- 30. června – Oldřich II. z Rožmberka a Lipolt Krajíř jsou poraženi husity v bitvě o Tábor.
- 12. července – Křížová výprava Martina V., kterou vedl Zikmund, vyhlášená proti Osmanům.[30]

### 1421
- 26. května – Murad II. začíná vládnout jako osmanský sultán po smrti svého otce Mehmeda I.
- Srpen – Začíná druhá křížová výprava proti husitům.
- 21. prosince – Husité porazili německé a uherské síly v bitvě u Kutné Hory.

### 1422
- 10. ledna – České síly poražené Janem Žižkou v bitvě u Německého Brodu.[31]
- 9. března –Začíná třetí husitská křížová výprava.
- 1. dubna – Barsbáj, bývalý otrok prvního burdžijského sultána Barkuka, se stává mamlúckým sultánem.[32]
- 10. června – Byzantinci zadrželi Osmany při obléhání Konstantinopole. Síly stažené po povstání Küçüka Mustafy.[33]
- Červen – Začíná obléhání Soluně Osmany.[5]
- 17. července až 27. září – Řád německých rytířů poražen Polskem a Litvou v gollubské válce, která skončila podpisem Melnské smlouvy.[34]
- 1. září – Jindřich VI. Anglický se stává králem po smrti svého otce Jindřicha V.
- 21. října – Po smrti Karla VI. se v neokupované Francii stává králem jeho syn Karel VII. Francouzský.

### 1423
- 27. dubna – Orebitská frakce husitů vedená Janem Žižkou porazila Čechy vedené Čeňkem z Wartenberka v bitvě u Hořic.[35]
- 18. května – Melnská smlouva je ratifikována všemi stranami a 10. července schválena Martinem V.[34]

### 1424
- 2. června – Koalice Florencie a Milána pod vedením Francesca Sforzy porazí Braccia da Montone a Niccolò Piccinina v bitvě u L'Aquily.[36]
- Konec září – Začíná mamlúcké dobývání Kypru.
- 11. října – Prokop Holý přebírá velení nad husity po smrti Jana Žižky na mor.

### 1425
- Červenec – Alvise Loredan vede benátské námořní operace na obranu Soluně a přepadá pevnost v Ierissu a poté v Christopoli.[37]

### 1426
- 16. června – Husité pod vedením Zikmunda Korybutoviče a Prokopa Holého porazili katolické síly v bitvě u Ústí nad Labem.
- Červen – Začíná čtvrtá křížová výprava proti husitům.
- 7. července – Mamlúkové porazí Kypřany v bitvě u Choirokoitie.[38]
- 18. července – Janus Kyperský zajatý.[1]

### 1427
- 4. srpna – Husité porazili vojska vedená Jindřichem Beaufortem v bitvě u Tachova.[39]
- Byzantinci porazili flotilu Carla I. Tocca v bitvě u Echinád, což bylo poslední vítězství jejich námořnictva.[30]

### 1428
- Jindřich Beaufort a Filip III. Dobrý plánují společnou křížovou výpravu proti Čechám uprostřed probíhající stoleté války.
- Říjen – Anglické rozhodnutí zaútočit na Orléans snižuje Filipovu podporu pro českou křížovou výpravu.[40]

### 1429
- 29. dubna – Jana z Arku se s pomocnou výpravou připojuje k obléhání Orléans.
- 17. července – Je korunován Karel VII. Francouzský.
- Hafsidé obléhají Maltu, pak se stahují.[41]

### 1430
- 10. ledna – Filip III. Dobrý zakládá Řád zlatého rouna.
- 23. března – Jana z Arku diktuje dopis, v němž hrozí, že povede křižácké vojsko proti husitům, pokud se nevrátí ke katolické víře.[42]
- 29. března – Murad II. dobude Soluň.
- 30. května – Johanka z Arku upálena v Rouenu.
- 11. července – Husité porazili uhersko-moravsko-srbské vojsko v bitvě u Trnavy.
- S kapitulací Chalandritse a Patry Morejskému despotátu zaniká Achajské knížectví.

### 1431
- 11. března – Evžen IV. zvolen papežem.
- 16. června – Řád německých rytířů a Švitrigaila podepisují Christmemelskou smlouvu o vytvoření protipolské aliance.[43]
- 1. července – Kastilské síly vedené Álvarem de Lunou porazily Granadu v bitvě u La Higueruela.[9]
- 1. srpna – Začíná pátá křížová výprava proti husitům.
- 14. srpna – Husité pod vedením Prokopa Holého a Zikmunda Korybutoviče porazili vojska Fridricha Braniborského v bitvě u Domažlic.[44]
- 9. listopadu – Uhři porazili husity v bitvě u Ilavy.
- 13. prosince – Vlad II. Dracul se stal členem Dračího řádu.
- 16. prosince – Jindřich VI. Anglický je korunován na francouzského krále v katedrále Notre-Dame v Paříži.
- Začíná polsko-teutonská válka.[1]

### 1432
- 19. listopadu – Milán poráží Benátky v bitvě u Delebia, která je součástí válek v Lombardii.
- 31. srpna – Litevská občanská válka začíná.[43]
- Albánské povstání v letech 1432 až 1436 potlačené Osmany. Skanderbeg, syn albánského rebela Gjona Kastriotiho, zůstává v osmanských službách.

### 1433
- 31. května – Zikmund je korunován císařem Svaté říše římské a stává se prvním císařem od smrti svého otce Karla IV. v roce 1378.
- 14. srpna – Eduard Portugalský se stává králem po smrti svého otce Jana z Avízu.

### 1434
- 30. května – Táborité a Orebité vedení Prokopem Holým a Janem Čapkem ze Sán jsou poraženi utrakvisty v bitvě u Lipan.[45]

### 1435
- 5. srpna – Filippo Visconti poráží Alfonse V. Aragonského v námořní bitvě u Ponzy. Anfonso je zajat.[46]
- 1. září – Žygimantas Kęstutaitis poráží velkovévodu Švitrigaila v bitvě u Wiłkomierz.[1]
- 1. prosince – Podepsán mír, který ukončil polsko-teutonskou válku.[1]

### 1436
- 5. července – Křížové výpravy proti husitům končí podpisem Kompaktát.
- 31. října – Kastilčan Enrique Pérez de Guzmán nedokáže dobýt pevnost po sedmém obléhání Gibraltaru a během obléhání se utopí.[22]

### 1437
- 13. srpna – Začíná kastilská občanská válka, kde se postaví Jan II. Kastilský, Álvaro de Luna a Jindřich IV. Kastilský proti Janu II. Aragonskému a Jindřichu z Villeny, synům Ferdinanda I. Aragonského.
- 13. září až 19. října – Jindřich Mořeplavec je poražen Marinidy v bitvě u Tangeru. Ferdinand Svatý princ je zajat.[47]

### 1438
- 14. dubna – Džahánšáh se stává sultánem Karakojunluské říše.[5]
- 10. září – Sajf ad-Din Džakmak svrhne Barsbayova syna al-Azíze Džamala ad-Din Jusufa, aby se mohl stát mamlúckým sultánem. Jusuf vládl pouze 87 dní.[48]
- 13. září – Alfonso Africký se stává portugalským králem po smrti svého otce Eduarda Portugalského.

### 1439
- 4. května – Vladislav III. Varnenčik a Zbigniew Oleśnicki porazili husitské spolky pod velením Spytka III. z Melsztyna v bitvě u Grotnik.

### 1440
- 1. února – Je vytvořena Pruská konfederace, aby se postavila Řádu německých rytířů.[49]
- Konec dubna – Uhři pod vedením Ivana Talovace porazili Osmany vedené Muradem II. a Alim Bey Evrenosoğluem při pětiměsíčním obléhání Bělehradu.[50]
- Říjen – Hadım Şehabeddin vede osmanskou blokádu při obléhání Novo Brda, která trvá do 27. června 1441.[50]
- 29. června – Florentské síly pod vedením Francesca Sforzy porazily Milánčany vedené Niccolò Piccininem v bitvě u Anghiari.[51]

### 1441
- Začátek roku – János Hunyadi jmenovaný transylvánským vojvodou Vladislavem III.

### 1442
- 18. března – János Hunyadi porazil osmanskou armádu v bitvě u Sibiu.[50]
- Září – János Hunyadi poráží druhou osmanskou armádu vedenou Hadımem Şehabeddinem poblíž řeky Ialomița a činí z Basaraba II. vládce Valašska.[50]

### 1443
- 1. ledna – Evžen IV. požaduje varnskou křížovou výpravu (1443–1444), neúspěšný pokus zastavit pronikání Osmanů do střední Evropy. Křížovou výpravu vedli Vladislav III. Polský, János Hunyadi a Filip III. Dobrý.
- 5. června – Ferdinand Svatý princ umírá v zajetí ve Fezu.
- Začátek listopadu – V rámci křížové výpravy ve Varně porazili János Hunyadi a Đurađ Branković Osmany vedené Kasimem Pašou v bitvě u Niše.
- Listopad – Začíná Skanderbegovo povstání proti osmanské okupaci Albánie.
- 12. prosince – Osmané porazili srbské a uherské síly v bitvě u Zlatice.

### 1444
- 2. ledna – Síly Jánose Hunyadiho porazily síly Osmanů v bitvě u Kunovice a zajaly osmanského velitele Mahmuda Çeleba.
- 2. března – Skanderbeg zakládá Lezhskou ligu.
- 12. června – Murad II. uzavírá mír s Uherskem a brzy abdikuje ve prospěch svého syna.
- 29. června – Lezhská liga porazila Osmany v bitvě na pláni Torvioll.[52]
- Červenec/srpen – Mehmed II. se stává osmanským sultánem po abdikaci svého otce Murada II.[5]
- 10. srpna až 18. září – Johanité porazí Osmany při prvním obléhání Rhodosu.
- 15. srpna – Mezi Uherskem a Osmanskou říší jsou podepsány Edirnská a Segedínská smlouva.[53]
- 10. listopadu – V závěrečné bitvě varnské křížové výpravy porazili Osmané pod vedením Murada II. křižáky pod vedením Vladislava III. Polského (zabitého v boji), Jánose Hunyadiho a Mircea II. Valašského v bitvě u Varny.[50]

### 1445
- 19. května – Jan II. Aragonský je poražen Janem II. Kastilským v první bitvě u Olmeda, čímž končí kastilská občanská válka.
- 10. října – Lezhská liga porazila Osmany v bitvě u Mokry.[52]
- Álvaro de Luna se stává velmistrem Řádu svatojakubských rytířů.

### 1446
- Září – Murad II. se znovu stává osmanským sultánem.[5]
- 27. září – Skanderbeg poráží Osmany v bitvě u Otonetë.
- 10. prosince – Osmané zničí zeď Hexamilion a Morejský despotát se stane osmanským vazalským státem.[30]

### 1447
- 6. března – Mikuláš V. zvolen papežem.
- Listopad – Vlad II. Dracul a jeho syn Mircea II. Valašský jsou zavražděni Vladislavem II. Valašským.
- Prosinec – Začíná albánsko-benátská válka, která trvá do roku 1448.[54]

### 1448
- 14. května až 31. července – Osmané porazili Lezhskou ligu při prvním obléhání Svetigradu.[52]
- 14. srpna – Albánie vítězí nad Benátkami v první bitvě u Oraniku.[54]
- 4. října – Mezi Albánií a Benátkami je nastolen mír.[54]
- 17. až 20. října – Osmané porazili Uhry ve druhé bitvě na Kosově poli.[55]
- Říjen až listopad – Vlad Napichovač se poprvé stává valašským knížetem.

### 1449
- 6. ledna – Konstantin XI. Dragases je korunován byzantským císařem, posledním v řadě vládců, které lze vysledovat až k založení Říma.[56]
- 4. května – Albánská posádka se vzdává při druhém obléhání Svetigradu a Osmané se zmocňují pevnosti.[54]
- 20. května – Alfons V. Portugalský a Alfons z Braganzy potlačí povstání Petra z Coimbry v bitvě u Alfarrobeira. Petr v této bitvě zemřel.[36]

### 1450
- 26. února – Francesco Sforza vstupuje do Milána po obléhání a zakládá dynastii, která bude Milánu vládnout po celé století.
- 9. května – Tímúrovský emír Abdal-Latif Mirza je zavražděn.[48]
- 14. května až 23. listopadu – Albánci porazili Osmany při prvním obléhání Krujë.[52]
- (Přibližně) – Začíná klasický věk Osmanské říše.[33]

### 1451
- 3. února – Mehmed II. se po smrti svého otce Murada II. znovu stává osmanským sultánem.
- 26. března – Podepsáním smlouvy z Gaety se Skanderbeg stává vazalem Neapole.[57]
- Osmané dobývají Karaman, čímž začíná dlouhé tažení Mehmeda II.[58]
- Abu Sa'id Mirza se stává sultánem Timuridské říše.[48]

### 1452
- 17. března – Kastilie a Murcia porazí Granadu v bitvě u Los Alporchones.[59]
- 19. března – Fridrich III. Habsburský se stává posledním císařem Svaté říše římské, který byl korunován v Římě.
- Podzim – Uzun Hasan se stává sultánem Akkojunluské říše.[5]

### 1453
- 1. února – Jakmak abdikuje a jeho syn al-Mansúr Uthmán se stává mamlúckým sultánem. Jakmak umírá o 12 dní později.[48]
- 16. března – Sajf ad-Din Inal svrhne Uthmána a stane se mamlúckým sultánem.[48]
- 22. dubna – Albánci porazili Osmany v bitvě u Pologu.[57]
- 29. května – Pád Konstantinopole znamená pád Byzantské říše poté, co Mehmed Dobyvatel dobyl město během obléhání, které začalo 6. dubna.[60][61]
- 28. října – Českým králem je korunován Ladislav Pohrobek, vládne nadále Jiří z Poděbrad.[62]

### 1454
- 4. února – Začíná třináctiletá válka mezi Polskem a Řádem německých rytířů.[63]
- 6. března – Kazimír IV. Jagellonský se vzdává věrnosti Řádu německých rytířů.
- 9. dubna – Je podepsána smlouva z Lodi, která ukončuje války v Lombardii.[64]
- 22. července – Králem se stává Jindřich IV. Kastilský.
- 18. září – Bernhard von Zinnenberg vede Řád německých rytířů k vítězství nad Kazimírem IV. v bitvě u Chojnice.[63]

### 1455
- 8. ledna – Mikuláš V. vydává Romanus Pontifex, encykliku Alfonse V. Portugalského, která schvaluje otroctví.[65]
- 8. dubna – Kalixt III. zvolený papežem.

### 1456
- 15. dubna – Vlad Napichovač se podruhé stává valašským knížetem.
- 18. května – Skanderbeg porazil velkou osmanskou armádu vyslanou zajmout Albánii ve druhé bitvě u Oraniku.[54]
- 4. až 22. července – Křížová výprava: Uhři a Srbové porazili Osmany během obléhání Bělehradu. Křížovou výpravu vedli János Hunyadi, Mihály Szilágyi a Jan Kapistrán a porazili Mehmeda II., který byl zraněn, a velkovezíry Zagana Pašu, Mahmuda Pašu a Karaca Pašu, který byl zabit v boji.[66]
- 20. srpna – Vladislav II. Valašský je zabit Vladem Napichovačem.

### 1457
- 2. září – Albánské síly pod vedením Skanderbega porazily Osmany vedené Isakem bey Evrenozem a Hamzou Kastriotim v bitvě u Albuleny.[54]

### 1458
- 24. ledna – Matyáš Korvín se stává uherským králem ve věku 14 let.
- 19. srpna – Pius II. zvolen papežem.
- 13. září – Štěpán III. Veliký se stává moldavským knížetem.[67]
- 23. října – Alfons V. Portugalský dobývá Ksar es-Seghir.[68]

### 1459
- 27. května – Schází se Mantovský koncil, aby naplánoval křížovou výpravu proti Osmanům.
- Mehmed II. poráží Stjepana Tomaševiče během obléhání Smedereva. To má za následek pád Srbského despotátu.[6]

### 1460
- Osmanský velitel Ali Bey Mihaloğlu zajme uherského regenta Mihályho Szilágyiho.[5]

### 1461
- 26. února – Šihab ad-Din Ahmad se po smrti svého otce Sajf ad-Din Inal stává mamlúckým sultánem. Po pouhých čtyřech měsících abdikuje.[48]
- 28. června – Sajf ad-Din Chuškadam se po abdikaci Šihaba ad-Din Ahmada stává mamlúckým sultánem.[32]
- 10. července – Štěpán Tomašević se po smrti svého otce Štěpána Tomáše stává posledním bosenským králem.
- 22. července – Ludvík XI. Francouzský se stává králem po smrti svého otce Karla VII.
- Červenec – Graitzas Palaiologos po ročním obléhání vydává hrad Salmeniko, poslední posádku Morejského despotátu, osmanským silám.
- 15. srpna – Trapezuntské císařství připadá po 32denním obléhání Trapezuntu Osmanům.[58]

### 1462
- 17. června – Vlad Napichovač se pokusí zavraždit Mehmeda II. při nočním útoku na Târgoviște, čímž ho donutí ustoupit z Valašska.[69]
- Červenec – Radu III. Pěkný nahradí svého bratra Vlada Napichovače jako valašský kníže. Vlad je zajat Matyášem Korvínem a uvězněn na 12 let za zradu.
- 1. září – Mehmed II. obléhá a dobývá Mytilénu a ostrov Lesbos.[70]
- 17. září – Polsko poráží Řád německých rytířů v bitvě u Świecina, která je součástí třináctileté války.[71]
- Po osmém obléhání Gibraltaru obsadili město Kastilci.[22]

### 1463
- 3. dubna – Začíná osmansko-benátská válka.[72]
- 25. května – Osmanské dobývání Bosny zakončeno smrtí Štěpána Tomaševiče.[73]
- 15. září – Pruská konfederace poráží Řád německých rytířů v námořní bitvě u laguny Visla (Zatoka Świeża).[74]
- 22. září až 25. prosince – Uhersko dobylo pevnost Jajce v Bosně od Osmanů během prvního obléhání Jajce.[75]
- 22. října – Byl vydán Ezechielis prophetae, vyzývající ke křížové výpravě proti Osmanům.[30]

### 1464
- 10. července až 22. srpna – Mehmed II. je neúspěšný ve svém pokusu znovu získat pevnost při druhém obléhání Jajce.[75]
- 18. července – Křížová výprava Pia II. začíná odjezdem papeže do Ancony. Pius II. zemřel 14. srpna.[76]
- 30. srpna – Papežem zvolen Pavel II.
- 14. září – Skanderbeg porušuje svou desetiletou mírovou smlouvu s Osmany podepsanou v roce 1463 zahájením bitvy u Ochridu. Albánsko-benátské síly byly úspěšné.[54]

### 1465
- 14. srpna – Marinidský sultán Abd al-Haqq II. je zavražděn během marocké revoluce.[77]

### 1466
- Červen – Mehmed II. začíná druhé obléhání Krujë, které bude trvat téměř 11 měsíců.[52]
- 19. října – Třináctiletá válka končí druhým toruňským mírem.[78]
- Juan Alonso de Guzmán během devátého obléhání Gibraltaru přebírá kontrolu nad městem od Kastilců.[22]

### 1467
- 23. dubna – Skanderbeg, Tanush Thopia a Lekë Dukagjini porazili Osmany vedené Ballabanem Baderou u Krujë.[79]
- Léto – Albánci porazili Osmany při třetím obléhání Krujë.[52]
- 20. srpna – Jindřich IV. Kastilský poráží svého nevlastního bratra Alfonse Asturského ve druhé bitvě u Olmeda.[80]
- 9. října – Sajf ad-Din Chushkadam umírá, Bilbay a poté Timurbugha působí jako mamlúcký sultán.[81]
- 30. října nebo 11. listopadu – Uzun Hasan porazil Džahánšáha v bitvě u Chapakchuru.[82]
- 15. prosince – Štěpán III. Veliký zastavuje postup Matyáše Korvína v bitvě u Baie. Toto je poslední uherský pokus podrobit si Moldávii.[83]

### 1468
- 31. ledna – Al-Ašraf Kajtbáj se stává mamlúckým sultánem poté, co je Timurbugha svržen.[84]
- 30. června – Kateřina Cornaro je provdána na základě plné moci za Jakuba II. Kyperského.
- Portugalská flotila pod velením Ferdinanda Portugalského srovnává se zemí marocký region v rámci expedice Anfa.[85]

### 1469
- 4. února – Uzun Hasan porazil tímúrovského emíra Abu Sa'ida Mirzu v bitvě u Qarabaghu.
- 19. října – Ferdinand II. Aragonský se ožení s Isabelou I. Kastilskou.

### 1470
- 10. července až 5. srpna – Osmané dobyli Euboiu[86] po obléhání Negroponte.[87]
- 20. srpna – Štěpán III. Veliký poráží volžské Tatary v bitvě u Lipnice.[88]

### 1471
- 14. července – Moskva porazí Novgorod v bitvě u Šeloňu.[89]
- 9. srpna – Sixtus IV. zvolen papežem.
- 24. srpna – Portugalsko poráží království Fez, což vede k dobytí Asilahu.[68]
- 29. srpna – Portugalsko okupuje Tanger.[47]
- Guillaume Fichet publikuje Bessarionovy Orace proti Turkům, jeden z prvních kusů masové propagandy použité v Evropě.[90][91]

### 1472
- Po chaosu, který za sebou zanechala marocká revoluce, byla pod vedením Abú Abd Alláha al-Šajcha Muhammada ve Fezu založena dynastie Vattásovců.[48]

### 1473
- 11. srpna – Mehmed II. poráží Akkojunluskou říši vedenou Uzun Hasanem v bitvě u Otlukbeli.[92]

### 1474
- 11. prosince – Isabela Kastilská se stává královnou po smrti svého otce Jindřicha IV.[93]
- 12. prosince – Smrt Jindřicha IV. spustí občanskou válku mezi Isabelou I. a její neteří Janou la Beltraneja.[94]

### 1475
- 10. ledna – Štěpán III. Veliký poráží Osmany pod vedením Hadıma Suleimana Paši v bitvě u Vaslui.[79]
- Červen – Vlad Napichovač se potřetí stává valaškým knížetem.
- Osmanské síly janičářů přesahují 4 000 mužů a sipáhí 40 000 mužů.[95]
- Obléháním Burgosu začíná válka o kastilské dědictví.[93]
- Theodorovo knížectví připadá Osmanské říši.[96][97]

### 1476
- 1. března – Katolická Veličenstva porazila Afonsa V. Portugalského a Jana II. Portugalského v bitvě u Tora.[98]
- 26. července – Mehmed II. porazil Štěpána Velikého v bitvě u Valea Albă.[79]

### 1478
- Květen – Osmané porazili Benátčany při obléhání Skadaru.[99]
- Jaro – Osmané jsou úspěšní během čtvrtého obléhání Krujë.[79]
- 1. listopadu – Byla založena španělská inkvizice.

### 1479
- 20. ledna – Ferdinand II. Aragonský se stává králem a vládne spolu se svou manželkou Isabelou I. Kastilskou nad Iberií.[100]
- 25. ledna – Benátky a Osmané podepisují Konstantinopolskou smlouvu o postoupení Skadaru Mehmedovi II., čímž se celá Albánie dostává pod osmanskou kontrolu.
- 4. září – Válka o kastilské dědictví končí podpisem smlouvy z Alcáçovas.[101]
- 13. října – Uhři porazili Osmany v bitvě na Chlebovém poli.[102]

### 1480
- 23. května až 17. srpna – Johanité pod vedením Pierra d'Aubusson porazili Osmany pod vedením Mesiha Pašy[5] při druhém obléhání Rhodu.[103]
- 28. července – Osmanská armáda se vylodila poblíž Otranta a Sixtus IV. v reakci na to vyzval ke křížové výpravě.[264]
- 12. srpna – Začíná obléhání Otranta Osmany pod vedením Gedika Ahmeda Pašy.[1] Osmanská vojska sťala hlavu 800 křesťanům známým jako mučedníci z Otranta za to, že odmítli konvertovat k islámu.[30]
- Guillaume Caoursin píše Obsidionis Rhodiæ urbis descriptio, popis obléhání Rhodu.[104]

### 1481
- 8. dubna – Sixtus IV. vydává bulu Cogimur iubente altissimo na začátku Turecké křížové výpravy.[30]
- 3. května – Mehmed II. umírá a jeho nástupcem se 22. května stává Bájezíd II. Jeho nástupnictví je napadáno jeho nevlastním bratrem Cem Sultanem.[5]
- 22. května – Zemětřesení na Rhodu v roce 1481 o síle 7,1 mělo odhadem 30 000 obětí.[105]
- 21. června – Sixtus IV. vydává bulu Aeterni regis potvrzující smlouvu z Alcáçovas.[106]
- 28. srpna – Králem se stává Jan II. Portugalský.
- 10. září – Turecká křížová výprava končí stažením osmanských sil.
- 15. září – Andreas Palaiologos plánuje křížovou výpravu proti Osmanům.[107]

### 1482
- 28. února – Alhama de Granada je dobyta křesťanskými silami, čímž začíná granadská válka.[108]
- 29. července – Na Rhodosu začíná uvěznění Cem Sultana. Zůstal pod křesťanskou kontrolou až do své smrti v roce 1495.[109]

### 1483
- Duben – Kastilie porazí Granadu v bitvě u Luceny. Křesťanské síly berou Muhammada XII. Granadského jako zajatce.
- 15. srpna – V Sixtinské kapli, postavené za výkupné zaplacené Bájezídem II. za Cem Sultana, se slaví první mše.[110]
- 30. srpna – Karel VIII. Francouzský se stává králem pod regentstvím Anny Francouzské a Petra II. Bourbonského po smrti svého otce Ludvíka XI. Regentství potrvá do Karlových 21. narozenin 30. června 1491.
- Říjen – Matyáš Korvín podepisuje pětileté příměří s Bájezídem II., které se vztahuje na celou Moldávii kromě přístavů.[111]
- 29. října – Chorvatské království poráží Osmany v bitvě u Uny. Mezi stranami je podepsáno sedmileté příměří.[112]

### 1484
- 6. až 15. července – Po obléhání Chilie se Osmané zmocňují moldavské pevnosti.[113]
- 29. srpna – Papežem zvolen Inocenc VIII.
- Listopad – Uhři porazili Fridricha III. v bitvě u Leitzersdorfu.
- 5. prosince – Innocenc VIII. vydává bulu Summis desiderantes affectibus a dává inkvizici úkol pátrat po kacířích a čarodějnicích.

### 1485
- 1. června – Matyáš Korvín úspěšné obléhá Vídeň a ustanovuje dobyté město svým hlavním městem.
- 22. srpna – Králem se stává Jindřich VII. Anglický.
- V Anatolii a Sýrii začíná osmansko-mamlúcká válka.[114]

### 1486
- 16. února – Maxmilián I. Habsburský je zvolen králem Římanů.

### 1487
- Brzy – Muhammad XII. Granadský, poslední nasrovský vládce Granadského emirátu, je propuštěn výměnou za to, že se Granada stane poplatníkem katolické monarchie.
- 27. dubna – Innocenc VIII. vydává bulu Id Nostri Cordis vyzývající k valdenské křížové výpravě a vyhlazení Valdenských.[115]
- 7. května až 18. srpna – Španělsko dobylo Málagu po jejím 103denním obléhání a dřívějších útocích na Rondu a Vélez-Málagu.
- Srpen – Portugalsko drancuje oblast Anfy (Casablanca) v Maroku.[116][117]

### 1488
- Mamlúkové porazili Osmany v bitvě u Aga-Cayiri.[118]

### 1489
- 14. února – Kateřina Cornaro opouští Kypr a dokončuje benátské dobývání Kypru.[119]
- Al-Zadal (Muhammad XIII. Granadský) po šestiměsíčním obléhání Bazy odevzdá město Španělsku a je zajat.[108]

### 1490
- Portugalsko pustoší marocká pirátská útočiště během plenění Targy a Comice.[120]

### 1491
- 24. ledna – Polsko a Litva porazily Krymský chanát pod vedením Mengliho I. Geraje v bitvě u Zasława.[121]
- 23. dubna – Španělsko zahajuje obléhání Granady, poslední bitvu reconquisty.[108]
- 7. listopadu – Maxmilián I. a Vladislav II. podepisují  Prešpurský mír, čímž ukončují rakousko-uherskou válku.[122]
- 25. listopadu – Je podepsaná granadská smlouva udělující Nasrovcům dva měsíce na stažení z města.[123]
- Září – Osmané jsou poraženi Chorvatskem v bitvě u Vrpile.[124]
- Osmansko-mamlúcká válka končí statusem quo ante bellum.[118]

### 1492
- 2. ledna – Muhammad XII., poslední granadský emír, po dlouhém obléhání odevzdá své město armádě katolických Veličenstev, čímž ukončí desetiletou granadskou válku, staletí trvající reconquistu a 780 let trvající muslimskou kontrolu nad Al-Andalusem.[125]
- 6. ledna – Ferdinand a Isabela vstupují do Granady.[126]
- 31. března – Ferdinand a Isabela podepisují dekret z Alhambry, který vyhání všechny Židy ze Španělska, pokud nekonvertují ke křesťanství.[127]
- 2. srpna – Bájezíd II. vysílá osmanské námořnictvo, aby bezpečně přivedlo vyhnané španělské Židy do osmanských zemí.[128]
- 6. srpna – Po smrti Inocence VIII. dne 25. července je v roce 1492 svoláno papežské konkláve, první konané v Sixtinské kapli.
- 11. srpna – Papežem zvolen Alexandr VI.
- 12. října – Expedice Kryštofa Kolumba přistála v Karibiku v domnění, že dosáhl Východní Indie.
- 26. října – Štěpán III. Veliký poráží Jana I. Olbrachta Polského v bitvě u Kosmínského lesa.[129]

### 1493
- 4. května – Alexander VI. vydává bulu Inter caetera, která uděluje nově objevené země Španělsku. Dudum siquidem ji 26. září objasňuje.[106]
- 19. srpna – Maxmilián I. se po svém otci Fridrichovi III. stává císařem Svaté říše římské.
- Září – Osmané porazili Chorvatsko v bitvě na Krbavském poli.[6][124]
- Září – Začíná chorvatská stoletá válka.[112]

### 1494
- 25. ledna – Začíná první italská válka, která proti sobě postaví Karla VIII. Francouzského a Benátskou ligu.[30]
- Karel VIII. kupuje právo na Byzantskou říši od vyhnaného pretendenta, Andrease Palaiologose.[107]

### 1495
- 25. února – Cem Sultan umírá na výpravě Karla VIII. k dobytí Neapole.[32]

### 1496
- 7. srpna – An-Násir Muhammad se po smrti svého otce Qaitbaye stává mamlúckým sultánem.[84]

### 1497
- 17. září – Byla dobyta Melilla flotilou vyslanou Juanem Alonsem Pérezem de Guzmán, která zaútočila na severoafrické město Melilla.[130]
- Moldavské tažení byl neúspěšný útok Jana I. Olbrachta Polského na Moldavsko, podporovaný Osmany, s cílem sesadit Štěpána III. Velikého. Trvalo dva roky.[131]

### 1498
- 7. dubna – Králem se stává Ludvík XII. Francouzský.
- 31. října – Qansuh se stává mamlúckým sultánem poté, co je an-Násir Muhammad zabit svými poddanými.[84]

### 1499
- 28. července – Turecké námořnictvo poráží Benátčany v bitvě u Zonchia.
- 18. prosince – Španělští muslimové zahajují první povstání v Alpujarras.[132]

## 16. století

### 1500
- 1. června – Alexandr VI. vydává Quamvis ad amplianda vyzývající ke křížové výpravě proti Osmanům po jejich invazích na benátské území v Řecku.
- 30. června – Abu Sa'id Qansuh je svržen a poslán do exilu. Janbalat se stává novým mamlúckým sultánem, ale vládne méně než šest měsíců. Jeho nástupcem se 25. ledna 1501 stává Tuman Bay I.[48]
- 24. července – Osmanská flotila pod vedením admirála Kemala Reise poráží Benátčany v bitvě u Modonu.[133]

### 1501
- 11. dubna – Povstání v Alpujarras je potlačeno.
- 20. dubna – Qansuh al-Ghuri se stává předposledním mamlúckým sultánem poté, co je Tuman Bay I. po třech měsících svržen.[134]
- Safíovská Persie založená Ismá‘ílem I.[135]

### 1502
- 17. září – Nucená konverze muslimů začíná v Kastilské koruně ediktem Isabely I.[132]

### 1503
- 24. června – Akkojunluská říše pod vedením Sultan-Murada je drtivě poražena Safíovci pod vedením Ismá‘íla I. v bitvě u Hamadanu.[136]
- 20. srpna – Smlouva mezi Vladislavem Jagellonským a Bájezídem II. o příměří podél uhersko-osmanské hranice vstupuje v platnost.[137]
- 3. září – První papežská konkláve roku 1503 je svolána po smrti Alexandra VI. Pius III. je zvolen papežem a o měsíc později umírá.
- 31. října – Druhá papežská konkláve roku 1503 volí za papeže Julia II.
- Alexandr I. Jagellonský podepisuje pětiletou smlouvu s Bájezídem II.[138]

### 1504
- 2. července – Bogdan III. Jednooký se po smrti svého otce Štěpána III. Velikého stává novým moldavským vojvodou.[139]

### 1505
- 16. března – Mamlúcko-portugalské konflikty začínají tím, že Qansuh al-Ghuri nařídil námořní výpravu proti Portugalcům.[140]

### 1506
- 6. srpna – Litva poráží Krymský chanát v bitvě u Klecku.[141]

### 1507
- Jindřich VII. Anglický si vyměňuje dopisy s Juliem II., aby zorganizoval výpravu proti Osmanům.[30]
- Tímúrovská dynastie vymírá, když Muhammad Šejbání dobávý jejich hlavní město Herát. Poslední tímúrovský emír Badi' al-Zaman Mirza prchá.[142]

### 1508
- 4. února – Maxmilián I. Habsburský se stává císařem Svaté říše římské.
- Únor – Začíná válka ligy z Cambrai.[143]
- Březen – Mamlúcká flotila porazí Portugalce v bitvě u Chaulu.[68]

### 1509
- 3. února – Portugalská flotila poráží mamlúky v bitvě u Diu.[68]
- 21. dubna – Jindřich VIII. Anglický se stává králem po smrti svého otce Jindřicha VII.
- 14. května – Francie poráží Benátky v bitvě u Agnadella.[143]
- 14. září – Osmanské hlavní město Konstantinopole zničené zemětřesením.[144]
- Osmanská občanská válka mezi syny Bájezída II., Selimem I. a Šehzadem Ahmetem, začíná.[145]

### 1510
- Červenec – Liga z Cambrai je rozpuštěna a ve válce s Benátkami a papežem zbývá pouze Francie a Ferrara.[143]

### 1511
- 2. až 19. ledna – Papežské síly porazily Ferraru při obléhání Mirandoly.[143]
- 2. července – Şahkulovo povstání v Anatolii proti osmanské nadvládě je po třech měsících potlačeno. Šehzade Ahmet, syn Bájezída II., byl pověřen jeho potlačením, ale místo toho se pokusil své jednotky obrátit proti svému otci a bratrovi.[146]

### 1512
- 11. dubna – Francouzské a Ferrareské síly porazily papežské síly v bitvě u Ravenny.[143]
- 24. dubna – Selim I. se stává sultánem Osmanské říše po abdikaci Bájezída II., který umírá 26. května.

### 1513
- 9. března – Syn Lorenza I. Medicejského zvolen papežem, přijal jméno Lev X.
- 24. dubna – Šehzade Ahmet, bratr Selima I., je poražen u Yenişehiru a popraven.[5]
- 6. června – Milánští a Švýcaři porazili Francii v bitvě u Novary.[143]
- 16. srpna – Chorvaté pod vedením Petra Berislaviće porazili Osmany v bitvě u Dubice.[147]

### 1514
- 23. srpna – Selim I. porazil Safíovce v bitvě na Čaldiránské rovině, čímž se Východní Anatolie poprvé dostala pod osmanskou kontrolu.[148]
- 8. září – Litva poráží Moskevské velkoknížectví v bitvě u Oršy.[149]

### 1515
- 1. ledna – Králem se stává František I. Francouzský, nástupce Ludvíka XII., který zemřel bez legitimního syna.
- 13. června – Selim I. porazí Bozkurta z Dulkadiru v bitvě u Turnadağu.[32]

### 1516
- 24. srpna – Selim I. porazil Mamlúky v bitvě u Mardž Dábiku, čímž začala druhá osmansko-mamlúcká válka.[150]
- Srpen – Zřízen Damašský ejálet jako část Osmanské říše.[151]
- Září/říjen – Chajruddín Barbarossa a jeho bratr umožňují dobytí Alžíru.
- 17. října – Tuman Baj II. se stává posledním mamlúckým sultánem.[134]
- 28. října – Osmanské síly pod vedením Hadima Sinan Pašy porazily Mamlúky v bitvě u Júnis Chánu.[150]
- Piri Reis se připojuje k osmanskému námořnictvu jako kapitán.[152]

### 1517
- 22. ledna – Selim I. porazil Tuman Bay II. v bitvě u Ridanije.[134]
- 30. ledna – Káhira je dobyta Osmany po třídenní bitvě, která přinesla pád Mamlúků.[153]
- 30. ledna – Abbásovský chalífát v Káhiře pod vedením al-Mutawakkila III. připadá Osmanům. Byl posledním z káhirských chalífů a jeho nástupcem se stal Selim I. jako zakladatel Osmanského chalífátu.[154]
- Po únoru – První mapa světa, Piri Reisova mapa, je předložena Selimovi I.[152]
- 15. března – Pátý lateránský koncil končí.[155]
- 12. dubna – Osmané anektují Džiddu po jejím úspěšném obléhání.[156]
- Lev X. plánuje křížovou výpravu proti Osmanům.

### 1518
- Říjen – Londýnská smlouva, vedená Thomasem Wolseym, sjednocuje království západní Evropy v důsledku osmanské hrozby.
- Leden až květen – Osmanský admirál Aruj Barbarossa připravuje pád Tlemcenu.

### 1519
- 28. června – Karel V. Španělský zvolen císařem Svaté říše římské.
- Listopad – Regentství Alžír žádá o připojení k Osmanské říši.
- Začíná první z Celaliho povstání v Anatolii.[157]

### 1520
- 30. září – Začíná vláda Sulejmana I.

### 1521
- 27. ledna – Sulejman I. potlačuje vzpouru Džánbirdi al-Ghazáliho, prvního guvernéra osmanského Damašku.[158]
- 18. května – Začínají tažení Sulejmana I.[159]
- 29. srpna – Po dvouměsíčním útoku Sulejman I. poráží Uhry při obléhání Bělehradu.[160]

### 1522
- 9. ledna – Papežem zvolen Hadrián VI. Jediný nizozemský papež bude posledním neitalským zvoleným na více než 450 let.
- 26. června – Začíná druhé obléhání Rhodu Osmany.[161]
- 22. prosince – Rhodoští johanité připadají Sulejmanovi I.

### 1523
- 1. ledna – Johanité se stahují z Rhodu.
- 27. června – Pargali Ibrahim Paša je Sulejmanem I. jmenován velkovezírem.
- 19. listopadu – Klement VII. je zvolen papežem.

### 1526
- 29. srpna – Sulejman I. poráží Ludvíka Jagellonského v bitvě u Moháče.[162] Ludvík umírá při ústupu.

### 1527
- 6. května – Vzbouřené jednotky Svaté říše římské způsobují plenění Říma.[163]
- 8. června – Povstání Kalendera Çelebiho je rozdrceno Pargalı Ibrahimem Pašou.
- 27. září – Ferdinand I. Habsburský poráží Jana Zápolského a přebírá kontrolu nad většinou Uherska v bitvě u Tarcalu. Jan žádá o pomoc Osmany.

### 1528
- Janovský admirál Andrea Doria vstupuje do služeb Karla V.

### 1529
- 27. září až 15. října – Sulejman I. vede neúspěšné obléhání Vídně.[164]
- 29. května – Chajruddín Barbarossa umožňuje dobytí Peñónu.

### 1530
- Malta udělená rhodoským rytířům císařem Svaté říše římské Karlem V. Po přesídlení se z nich stávají maltézští rytíři s hlavním městem Birgu.

### 1531
- 16. února – Portugalcům se nepodařilo dobýt město během prvního obléhání Diu.[165]

### 1532
- 5. až 30. srpna – Uhři zastaví osmanský postup při obléhání Günsu (dnešní Kőszeg).[164]
- Začíná osmansko-safíovská válka trvající do roku 1555.[14]

### 1533
- 22. července – Podepsána konstantinopolská smlouva mezi Osmany a Rakouskem, lénem Svaté říše římské, týkající se osudu Uher. Jan Zápolský se stává králem pod suverenitou Sulejmana I.[166]
- Sulejman I. se ožení s Roxolanou, rusínskou harémovou dívkou.[167] Je první haseki sultan a sňatkem začíná sultanát žen.[168]

### 1534
- Květen – Jean de La Forêt se stává prvním francouzským velvyslancem v Osmanské říši.[169]
- 16. srpna – Barbarossa je úspěšný v dobytí Tunisu, přičemž město zabírá hafsidskému vládci Mulej Hasanovi.
- 13. října – Papežem zvolen Pavel III.
- Prosinec – V rámci tažení dvou Iráčanů uspěje Sulejman I. v dobytí Bagdádu.

### 1535
- 1. června – Karel V. vede znovudobytí Tunisu a vezme město Osmanům. V důsledku toho je flotila Barbarossy zničena a téměř 30 000 obyvatel je zmasakrováno.
- Sulejiman I. začíná přestavbu hradeb kolem Jeruzaléma.[170]

### 1536
- 18. února – Francouzsko-osmanská aliance osvobozuje francouzské obchodníky od osmanského práva. Jednalo se o jednu z prvních kapitulací Osmanské říše.[171]
- 5. března – Pargali Ibrahim Paša popraven na Sulejmanův rozkaz po střetu s Roxelanou.

### 1537
- srpen–září – Sulejmanovi I. se nedaří dobýt ostrov při obléhání Korfu. Později dobyl ostrovy Paros a Ios.

### 1538
- 24. února – Mezi Ferdinandem I. Habsburským, budoucím císařem Svaté říše římské, a Osmanskou říší je vyhlášena Nagyváradská smlouva.
- 18. července – Niceské příměří nastoluje mír mezi Karlem V. a Františkem I.
- 6. listopadu – Osmané selhávají ve druhém obléhání Díu.

### 1540
- Září – Gibraltar je vypleněn barbarskými piráty ve službách Osmanů. To vede ke stavbě obranné zdi Karla V.
- 1. října – Španělská flotila pod velením Bernardina de Mendoza zničí osmanskou flotilu v bitvě u Alboránu.

### 1541
- 26. dubna – Portugalcům se nedaří porazit Osmany v bitvě u Suezu.
- 4. května – 21. srpna – Začátek Malé války v Uhersku, Osmané dobyli město po obléhání Budína a nastolili vládu nad velkou částí Uherska.
- říjen–listopad – Svatá říše římská a Španělsko selhávají ve své expedici do Alžíru.
- Sulejman I. zapečetil jeruzalémskou Zlatou bránu, pravděpodobně kvůli proroctví, že se Mesiáš vrátí přes tuto bránu do Jeruzaléma.
- Portugalci zapojili Osmany do četných konfliktů včetně bitvy u Suakinu, útoku na Džiddu a bitvy u El Tora.

### 1542
- 8. března – Antoine Escalin des Aimars získává příslib osmanské pomoci ve francouzské válce proti Svaté říši římské.
- Osmané odrazili Habsburky při obléhání Pešti. Obléhání vedl Jáchym Braniborský.

### 1543
- 25. července – 10. srpna – Sulejman I. poráží Uhry při obléhání Ostřihomi.
- 6.–22. srpna – Osmané pod Barbarossou a francouzskými silami dobývají město po obléhání Nice.
- 3. září – Sulejman I. dobyl uherské korunovační město Székesfehérvár.

### 1545
- František I. Francouzský nařizuje potrestat valdenské za kacířství, jehož výsledkem byl masakr v Mérindolu.
- Rüstem Paša poráží Bagrata III. Imeretského v bitvě u Sochoisty, posledním pokusu Gruzínců zastavit osmanský postup.

### 1546
- 10. listopadu – Selhává třetí obléhání Díu.

### 1547
- 31. března – Jindřich II. Francouzský se stává králem po smrti svého otce Františka I.
- Mezi Karlem V. a Sulejmanem I. Náherným je podepsáno Adrianopolské příměří, ve kterém Ferdinand I. Habsburský a Karel V. uznávají úplnou osmanskou kontrolu nad Uhry.
- Piri Reis se stává admirálem (Reis) osmanského námořnictva.